# Mistrovství světa v klasickém lyžování 2021
Mistrovství světa v klasickém lyžování 2021 se konalo v německém Oberstdorfu od 24. února do 7. března 2021. 

## Program
Všechny časy jsou ve středoevropském čase (UTC+1).'
Běh na lyžích
| Datum     | Čas   | Závod                           |
| --------- | ----- | ------------------------------- |
| 24. února | 12:30 | Ženy 5 km klasicky klasifikace  |
| 24. února | 14:30 | Muži 10 km klasicky klasifikace |
| 25. února | 15:15 | Ženy sprint                     |
| 25. února | 15:15 | Muži sprint                     |
| 27. února | 11:45 | Ženy 2 × 7.5 km skiatlon        |
| 27. února | 13:30 | Muži 2 × 15 km skiatlon         |
| 28. února | 13:00 | Ženy družstvo sprint            |
| 28. února | 13:00 | Muži družstvo sprint            |
| 2. března | 13:15 | Ženy 10 km volně                |
| 3. března | 13:15 | Muži 15 km volně                |
| 4. března | 13:15 | Ženy štafeta 4 × 5 km           |
| 5. března | 13:15 | Muži štafeta 4 × 10 km          |
| 6. března | 12:30 | Ženy 30 km klasicky             |
| 7. března | 13:00 | Muži 50 km klasicky             |

Severská kombinace
| Datum     | Čas         | Závod                                   |
| --------- | ----------- | --------------------------------------- |
| 26. února | 10:15/16:00 | Muži HS106 / 10 km                      |
| 27. února | 10:00/15:30 | Ženy HS106 / 5 km                       |
| 28. února | 10:00/15:00 | Muži družstvo HS106 / 4 × 5 km          |
| 4. března | 11:00/15:15 | Muži HS137 / 10 km                      |
| 6. března | 10:00/15:00 | Muži družstvo sprint HS137 / 2 × 7.5 km |

Skoky na lyžích
| Datum     | Čas   | Závod                  |
| --------- | ----- | ---------------------- |
| 24. února | 18:00 | Ženy HS106 klasifikace |
| 25. února | 17:00 | Ženy HS106             |
| 26. února | 17:15 | Ženy družstvo HS106    |
| 26. února | 20:30 | Muži HS106 klasifikace |
| 27. února | 16:30 | Muži HS106             |
| 28. února | 17:00 | Družstvo mix HS106     |
| 2. března | 18:00 | Ženy HS137 klasifikace |
| 3. března | 17:15 | Ženy HS137             |
| 4. března | 17:30 | Muži HS137 klasifikace |
| 5. března | 17:00 | Muži HS137             |
| 6. března | 17:00 | Muži družstvo HS137    |

## Výsledky

### Běh na lyžích

#### Muži
| Soutěž                                      | Zlato                                                                       | Zlato     | Stříbro                                                                                 | Stříbro   | Bronz                                                                 | Bronz     |
| sprint podrobnosti                          | Johannes Høsflot Klæbo Norsko                                               | 3:01,30   | Erik Valnes Norsko                                                                      | 3:01,96   | Håvard Solås Taugbø Norsko                                            | 3:02,10   |
| 30 km skiatlon podrobnosti                  | Alexandr Bolšunov Ruská lyžařská federace                                   | 1:11:33,9 | Simen Hegstad Krüger Norsko                                                             | 1:11:35,0 | Hans Christer Holund Norsko                                           | 1:11:35,6 |
| sprint dvojic podrobnosti                   | Erik Valnes Johannes Høsflot Klæbo Norsko                                   | 15:01,74  | Ristomatti Hakola Joni Mäki Finsko                                                      | 15:03,42  | Alexandr Bolšunov Gleb Retivych Ruská lyžařská federace               | 15:03,83  |
| 15 km volně podrobnosti                     | Hans Christer Holund Norsko                                                 | 33:48.7   | Simen Hegstad Krüger Norsko                                                             | 34:08.9   | Harald Østberg Amundsen Norsko                                        | 34:24.3   |
| 4 × 10 km štafeta podrobnosti               | Pål Golberg Emil Iversen Hans Christer Holund Johannes Høsflot Klæbo Norsko | 1:52:39.0 | Alexej Červotkin Ivan Jakimuškin Arťom Malcev Alexandr Bolšunov Ruská lyžařská federace | 1:52:51.0 | Hugo Lapalus Maurice Manificat Clément Parisse Jules Lapierre Francie | 1:53:51.6 |
| 50 km klasicky (hromadný start) podrobnosti | Emil Iversen Norsko                                                         | 2:10:52.9 | Alexandr Bolšunov Ruská lyžařská federace                                               | 2:10:53.6 | Simen Hegstad Krüger Norsko                                           | 2:11:01.1 |

#### Ženy
| Soutěž                                      | Zlato                                                                                 | Zlato     | Stříbro                                                                                         | Stříbro   | Bronz                                                                               | Bronz     |
| sprint podrobnosti                          | Jonna Sundlingová Švédsko                                                             | 2:36,76   | Maiken Caspersenová Fallaová Norsko                                                             | 2:39,08   | Anamarija Lampičová Slovinsko                                                       | 2:39,11   |
| 15 km skiatlon podrobnosti                  | Therese Johaugová Norsko                                                              | 38:35,5   | Frida Karlssonová Švédsko                                                                       | 39:05,5   | Ebba Anderssonová Švédsko                                                           | 39:05,7   |
| sprint dvojic podrobnosti                   | Jonna Sundlingová Maja Dahlqvistová Švédsko                                           | 16:27,94  | Laurien van der Graaffová Nadine Fähndrichová Švýcarsko                                         | 16:28,89  | Eva Urevcová Anamarija Lampičová Slovinsko                                          | 16:31,40  |
| 10 km volně podrobnosti                     | Therese Johaugová Norsko                                                              | 23:09,8   | Frida Karlssonová Švédsko                                                                       | 24:04,0   | Ebba Anderssonová Švédsko                                                           | 24:16,7   |
| 4 × 5 km štafeta podrobnosti                | Tiril Udnes Wengová Heidi Wengová Therese Johaugová Helene Marie Fossesholmová Norsko | 53:43.2   | Yana Kirpichenko Julija Stupaková Taťjana Sorinová Natalja Něprjajevová Ruská lyžařská federace | 54:09.8   | Jasmi Joensuu Johanna Matintalo Riitta-Liisa Roponenová Krista Pärmäkoskiová Finsko | 54:29.4   |
| 30 km klasicky (hromadný start) podrobnosti | Therese Johaugová Norsko                                                              | 1:24:56.3 | Heidi Wengová Norsko                                                                            | 1:27:30.5 | Frida Karlssonová Švédsko                                                           | 1:27:31.1 |

## Severská kombinace

#### Muži
| Soutěž                              | Zlato                                                                       | Zlato   | Stříbro                                                         | Stříbro | Bronz                                                                 | Bronz   |
| velký můstek / 10 km                | Johannes Lamparter Rakousko                                                 | 23:11.1 | Jarl Magnus Riiber Norsko                                       | 23:48.2 | Akito Watabe Japonsko                                                 | 23:56.9 |
| střední můstek / 10 km              | Jarl Magnus Riiber Norsko                                                   | 23:01.2 | Ilkka Herola Finsko                                             | 23:01.6 | Jens Lurås Oftebro Norsko                                             | 23:02.1 |
| družstvo: střední můstek / 4 × 5 km | Espen Bjørnstad Jørgen Graabak Jens Lurås Oftebro Jarl Magnus Riiber Norsko | 43:57.7 | Terence Weber Fabian Rießle Eric Frenzel Vinzenz Geiger Německo | 44:40.4 | Johannes Lamparter Lukas Klapfer Mario Seidl Lukas Greiderer Rakousko | 44:46.8 |
| dvojice: velký můstek / 2 × 7,5 km  | Johannes Lamparter Lukas Greiderer Rakousko                                 | 29:29.7 | Espen Andersen Jarl Magnus Riiber Norsko                        | 30:09.3 | Fabian Rießle Eric Frenzel Německo                                    | 30:37.1 |

#### Ženy
| Soutěž                | Zlato                          | Zlato   | Stříbro                    | Stříbro | Bronz                       | Bronz   |
| střední můstek / 5 km | Gyda Westvold Hansenová Norsko | 13:10.4 | Mari Leinan Lundová Norsko | 13:24.2 | Marte Leinan Lundová Norsko | 13:39.2 |

## Skoky na lyžích

#### Muži
| Soutěž                    | Zlato                                                               | Zlato  | Stříbro                                                        | Stříbro | Bronz                                                       | Bronz  |
| střední můstek            | Piotr Żyła Polsko                                                   | 268.8  | Karl Geiger Německo                                            | 265.2   | Anže Lanišek Slovinsko                                      | 261.5  |
| velký můstek              | Stefan Kraft Rakousko                                               | 276.5  | Robert Johansson Norsko                                        | 272.1   | Karl Geiger Německo                                         | 267.4  |
| mužské týmy- velký můstek | Pius Paschke Severin Freund Markus Eisenbichler Karl Geiger Německo | 1046.6 | Philipp Aschenwald Jan Hörl Daniel Huber Stefan Kraft Rakousko | 1035.5  | Piotr Żyła Andrzej Stękała Kamil Stoch Dawid Kubacki Polsko | 1031.2 |

#### Ženy
| Soutěž                   | Zlato                                                                                  | Zlato | Stříbro                                                                 | Stříbro | Bronz                                                                              | Bronz |
| družstvo: střední můstek | Daniela Iraschko-Stolzová Sophie Sorschagová Chiara Hölzlová Marita Kramerová Rakousko | 959.3 | Nika Križnarová Špela Rogeljová Urša Bogatajová Ema Klinecová Slovinsko | 957.9   | Silje Opsethová Anna Odine Strømová Thea Minyan Bjørsethová Maren Lundbyová Norsko | 942.1 |
| střední můstek           | Ema Klinecová Slovinsko                                                                | 279.6 | Maren Lundbyová Norsko                                                  | 276.5   | Sara Takanašiová Japonsko                                                          | 276.3 |
| velký můstek             | Maren Lundbyová Norsko                                                                 | 296.6 | Sara Takanašiová Japonsko                                               | 287.9   | Nika Križnarová Slovinsko                                                          | 287.1 |

#### Smíšené týmy
| Soutěž                   | Zlato                                                                          | Zlato  | Stříbro                                                                       | Stříbro | Bronz                                                                            | Bronz |
| družstvo: střední můstek | Katharina Althausová Markus Eisenbichler Anna Rupprechtová Karl Geiger Německo | 1000.8 | Silje Opsethová Robert Johansson Maren Lundbyová Halvor Egner Granerud Norsko | 995.6   | Marita Kramerová Michael Hayböck Daniela Iraschko-Stolzová Stefan Kraft Rakousko | 986.5 |

## Medailové pořadí zemí
| Pořadí           | Země                    | Zlato | Stříbro | Bronz | Celkově |
| 1                | Norsko                  | 13    | 11      | 7     | 31      |
| 2                | Rakousko                | 4     | 1       | 2     | 7       |
| 3                | Švédsko                 | 2     | 2       | 3     | 7       |
| 4                | Německo                 | 2     | 2       | 2     | 6       |
| 5                | Ruská lyžařská federace | 1     | 3       | 1     | 5       |
| 6                | Slovinsko               | 1     | 1       | 4     | 6       |
| 7                | Polsko                  | 1     | 0       | 1     | 2       |
| 8                | Finsko                  | 0     | 2       | 1     | 3       |
| 9                | Japonsko                | 0     | 1       | 2     | 3       |
| 10               | Švýcarsko               | 0     | 1       | 0     | 1       |
| 11               | Francie                 | 0     | 0       | 1     | 1       |
| Celkem (11 zemí) | Celkem (11 zemí)        | 24    | 24      | 24    | 72      |